# Samuel Wendell Williston
Samuel Wendell Williston fue un paleontólogo y entomólogo estadounidense, nacido el 10 de julio de 1852 en Boston y fallecido el 30 de agosto de 1918 en Chicago.

## Biografía
Era hijo de Samuel y de Jane A. Turner. Obtuvo su Bachelor of Sciences en la escuela de agricultura de Kansas, en 1872 y después el Masters of Arts en 1875. Consiguió su doctorado en medicina en Yale en 1880 y su Ph. D. en 1885.
El 20 de diciembre de 1880 se casó con Annie I. Hathaway. Desde 1876 hasta 1885, fue ayudante en paleontología y osteología. Entre 1885 y 1886, fue modelo de anatomía y después profesor entre 1886 y 1890. Fue profesor de geología y anatomía en la escuela de medicina de la universidad de Kansas, de la cual también llegó a ser el decano. En 1902 se convirtió en catedrático de paleontología de la Universidad de Chicago.
Contribuyó en diversos departamentos científicos (como el organismo de investigación geológica estadounidense, entre 1882 y 1885), y fue miembro de diversas sociedad científicas, como el American Academy of Arts and Sciences y la National Academy of Sciences.
Williston fue autor de 250 artículos científicos sobre entomología, zoología, anatomía comparada y paleontología, especialmente sobre reptiles y anfibios. También escribió sobre higiene. Los más destacados son el Manual of North American Diptera (1896, reeditado en 1908), los volúmenes IV (1898) y VI (1900) de los Reports University Geological Survey of Kansas, y American Permian Vertebrates (1911).

## Ley de Williston
Williston notó que, a lo largo del tiempo evolutivo, las partes modulares y repetidas en serie que distinguían a los grupos de animales mostraban tendencias en números y tipos. Por ejemplo, los vertebrados antiguos se caracterizaban por bocas que contenían en su mayoría dientes similares, mientras que los vertebrados recientes se caracterizaban por bocas con diferentes tipos de dientes, adaptados para morder, desgarrar y compactar alimentos; en última instancia, las diferencias caracterizaban diferentes dietas, con carnívoros que llevan incisivos, caninos y carniceras, y pastores que en su mayoría tienen molares. En 1914, Williston declaró que «también es una ley en la evolución que las partes en un organismo tienden a reducir su número, con menos partes altamente especializadas en la función».

## Lista parcial de publicaciones

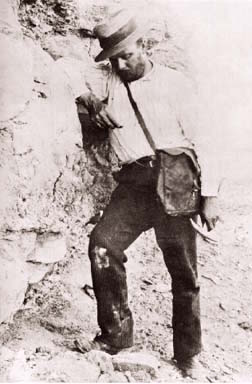
Samuel Wendell Williston.

- Synopsis of the Families and Genera of North American Diptera. 1888.

- Restoration of Dolichorhynchops osborni: A new cretaceous plesiosaur. 1902.
- North American Plesiosaurs: Elasmosaurus, Cimoliasaurus, and Polycotylus. 1906.
- The Skull of Brachauchenius: With Observations on the Relationships of the plesiosaurs. 1907.
- American Permian Vertebrates. 1911.
- Water Reptiles of the Past and Present. 1914.
- Ogmodirus martinii, a new plesiosaur from the cretaceous of Kansas. 1917.
- The Osteology of the Reptiles. 1925.
- Elasmosaurid plesiosaurs with description of new material from California and Colorado. 1943.